# Scalpelloniscus vomicus
Scalpelloniscus vomicus is een pissebed uit de familie Hemioniscidae. De wetenschappelijke naam van de soort is voor het eerst geldig gepubliceerd in 2008 door Hosie.